# (400147) 2006 UV280
(400147) 2006 UV280 es un asteroide perteneciente al cinturón de asteroides, descubierto el 20 de octubre de 2006 por el equipo del Spacewatch desde el Observatorio Nacional de Kitt Peak, Arizona, Estados Unidos.

## Designación y nombre
Designado provisionalmente como 2006 UV280.

## Características orbitales
2006 UV280 está situado a una distancia media del Sol de 2,682 ua, pudiendo alejarse hasta 2,769 ua y acercarse hasta 2,594 ua. Su excentricidad es 0,032 y la inclinación orbital 6,956 grados. Emplea 1604,43 días en completar una órbita alrededor del Sol.

## Características físicas
La magnitud absoluta de 2006 UV280 es 17,4.